# 龐毓同
龐毓同（?—?），直隸省冀州直隸州棗強縣人，清朝政治人物、進士出身。
光緒二十九年（1903年），参加光緒癸卯科殿試，登進士二甲第87名。同年閏五月，著交吏部掣签分发各省，以知县即用。